# Südafrikanische Frauen-Cricket-Nationalmannschaft gegen Pakistan in der Saison 2014/15
Die Tour der südafrikanischen Frauen-Cricket-Nationalmannschaft gegen Pakistan in der Saison 2014/15 fand vom 13. bis zum 22. März 2015 statt. Die internationale Cricket-Tour war Bestandteil der Internationalen Cricket-Saison 2014/15 und umfasste drei WODIs und drei WTwenty20s. Südafrika gewann die WODI-Serie 2–1, während Pakistan die WTwenty20-Serie mit 2–1 für sich entscheiden konnte.

## Vorgeschichte
Südafrika bestritt zuvor eine Tour in Indien, Pakistan eine Tour gegen Sri Lanka.

## Stadien
Das folgende Stadion wurde für die Tour ausgewählt.
| Stadion                             | Stadt   | Kapazität | Spiele                          |
| ----------------------------------- | ------- | --------- | ------------------------------- |
| Sharjah Cricket Association Stadium | Sharjah | 27.000    | 1. – 3. WODI; 1. – 3. WTwenty20 |

## Kaderlisten
Die Mannschaften benannten die folgenden Kader für die Tour.
| WODI | WODI | WTwenty20 | WTwenty20 |
| Pakistan | Südafrika | Pakistan | Südafrika |
| --- | --- | --- | --- |
| - Sana Mir (K) - Anam Amin - Asmavia Iqbal - Bismah Maroof - Iram Javed - Javeria Khan - Kainat Imtiaz - Marina Iqbal - Nahida Khan - Nain Abidi - Nida Dar - Rabiya Shah (wk) - Sadia Yousuf - Sania Khan - Sidra Ameen - Sumaiya Siddiqi | - Mignon du Preez (K) - Bernadine Bezuidenhout - Trisha Chetty (wk) - Moseline Daniels - Yolani Fourie - Shabnim Ismail - Marizanne Kapp - Ayabonga Khaka - Masabata Klaas - Lizelle Lee - Marcia Letsoalo - Suné Luus - Nadine Moodley - Dané van Niekerk | - Sana Mir (K) - Anam Amin - Asmavia Iqbal - Bismah Maroof - Iram Javed - Javeria Khan - Kainat Imtiaz - Marina Iqbal - Nahida Khan - Nain Abidi - Nida Dar - Rabiya Shah (wk) - Sadia Yousuf - Sania Khan - Sidra Ameen - Sumaiya Siddiqi | - Mignon du Preez (K) - Bernadine Bezuidenhout - Trisha Chetty (wk) - Moseline Daniels - Yolani Fourie - Shabnim Ismail - Marizanne Kapp - Ayabonga Khaka - Masabata Klaas - Lizelle Lee - Marcia Letsoalo - Suné Luus - Nadine Moodley - Dané van Niekerk |

## Women’s One-Day Internationals

### Erstes WODI in Sharjah
| 13. März Scorecard | Sharjah | Pakistan 216-6 (50)          | – | Südafrika 159-9 (50) |
|                    |         | Pakistan gewinnt mit 57 Runs |   |                      |

Pakistan gewann den Münzwurf und entschied sich als Schlagmannschaft zu beginnen. Als Spielerin des Spiels wurde Bismah Maroof ausgezeichnet.

### Zweites WODI in Sharjah
| 15. März Scorecard | Sharjah | Pakistan 133 (48.4)             | – | Südafrika 134-7 (48.4) |
|                    |         | Südafrika gewinnt mit 3 Wickets |   |                        |

Pakistan gewann den Münzwurf und entschied sich als Schlagmannschaft zu beginnen. Als Spielerin des Spiels wurde Suné Luus ausgezeichnet.

### Drittes WODI in Sharjah
| 17. März Scorecard | Sharjah | Pakistan 153-9 (50)             | – | Südafrika 156-5 (46.4) |
|                    |         | Südafrika gewinnt mit 5 Wickets |   |                        |

Pakistan gewann den Münzwurf und entschied sich als Schlagmannschaft zu beginnen. Als Spielerin des Spiels wurde Lizelle Lee ausgezeichnet.

## Women’s Twenty20 Internationals

### Erstes WTwenty20 in Sharjah
| 19. März Scorecard | Sharjah | Südafrika 101-7 (20)           | – | Pakistan 103-5 (18.3) |
|                    |         | Pakistan gewinnt mit 5 Wickets |   |                       |

Pakistan gewann den Münzwurf und entschied sich als Feldmannschaft zu beginnen. Als Spielerin des Spiels wurde Asmavia Iqbal ausgezeichnet.

### Zweites WTwenty20 in Sharjah
| 20. März Scorecard | Sharjah | Südafrika 85-6 (20)            | – | Pakistan 84-4 (17.5) |
|                    |         | Pakistan gewinnt mit 6 Wickets |   |                      |

Südafrika gewann den Münzwurf und entschied sich als Schlagmannschaft zu beginnen. Als Spielerin des Spiels wurde Asmavia Iqbal  ausgezeichnet.

### Drittes WTwenty20 in Sharjah
| 22. März Scorecard | Sharjah | Pakistan 106-7 (20)             | – | Südafrika 107-3 (19.5) |
|                    |         | Südafrika gewinnt mit 7 Wickets |   |                        |

Südafrika gewann den Münzwurf und entschied sich als Feldmannschaft zu beginnen. Als Spielerin des Spiels wurde Dané van Niekerk ausgezeichnet.

## Auszeichnungen

### Player of the Series
Als Player of the Series wurden der folgende Spieler ausgezeichnet.
| Serie | Player of the Series |
| ----- | -------------------- |
| WODI  | Suné Luus            |
| WT20  | Asmavia Iqbal        |

### Player of the Match
Als Player of the Match wurden die folgenden Spielerinnen ausgezeichnet.
| Spiel   | Player of the Match |
| ------- | ------------------- |
| 1. WODI | Bismah Maroof       |
| 2. WODI | Suné Luus           |
| 3. WODI | Lizelle Lee         |
| 1. WT20 | Asmavia Iqbal       |
| 2. WT20 | Asmavia Iqbal       |
| 3. WT20 | Dané van Niekerk    |